# 浅川義範
浅川 義範（あさかわ よしのり、1941年8月 - ）は、日本の化学者。徳島文理大学薬学部教授。徳島大学学芸学部卒業。広島大学大学院理学研究科博士課程修了（理学博士）。徳島県阿南市出身。

## 経歴
徳島大学学芸学部卒業後、広島大学大学院理学研究科へ進学し理学博士を取得。同大学理学部助手、フランスのルイ・パスツール大学博士研究員及びフランス化学研究所員、徳島文理大学薬学部教授、徳島大学、富山大学、岡山大学、東京薬科大学等で非常勤講師を歴任。
また、学会等においては日本蘚苔類学会会長、国際精油化学シンポジウム常任理事、日本生薬学会・日中韓生薬学合同シンポジウム組織委員長などを歴任したほか、2007年にはアジア植物化学協会の初代会長に就任した。
2010年、マレーシア天然物協会の国際ジャックキャノン・ゴールドメダル賞を日本人としてはじめて受賞し、2015年にはフィリピンで開催された第12回GUSI国際平和賞授賞式において日本人として3人目となるGUSI国際平和賞を受賞した。

## 受賞歴
- 1983年 - 国際蘚苔類学学会賞
- 1997年 - 徳島新聞賞（科学部門）
- 2005年 - 国際精油化学シンポジウム賞
- 2010年 - 国際ジャックキャノン・ゴールドメダル賞(マレーシア天然物協会)
- 2011年 - 生薬学会賞（日本薬学会）
- 2015年 - GUSI国際平和賞

## 所属学会
- 日本薬学会
- 日本生薬学会
- 日本化学会
- アジア植物化学協会
- 国際蘚苔類学会
- 日本蘚苔類学会
- 日本植物化学会
- 徳島生物学会

## 著書
- 『天然有機化合物の400MHzNMRスペクトル集』（通元夫、広川書店、2000年1月）